# 籾山梓月
籾山 梓月（もみやま しげつ、明治11年〈1878年〉1月10日 - 昭和33年〈1958年〉4月28日）は、明治後期から戦前にかけての日本の俳壇の重鎮。旧姓は吉村、本名は仁三郎（じんざぶろう）。俳号に庭後、江戸庵など。茶道では宗仁と称す。
俳書堂・籾山書店の経営者であり、俳句総合雑誌の草分け『俳諧雑誌』の創刊者・主宰者。他、『時事新報社』、昭和化学などの取締役を歴任。

## 経歴

### 生い立ち
東京府日本橋区呉服町にて、代々飛脚屋と両替屋を兼ねる吉村家の9代目・吉村甚兵衛の長男として生まれる。父の吉村甚兵衛が始めた陸運元會社は現在の日本通運の前身である。陸運元會社は東京日本橋佐内町の和泉屋邸内に股立され、江戸時代から続く旧来の飛脚業者の再編成を行い、その元締めをしていた。この陸運元會社がのちに内国通運會社となり、現在の日本通運株式会社となった。
青年期より飛脚問屋兼両替「吉村家」を手伝い、10代目を襲名。漢籍を学び、家塾に遊学して和歌を詠み文を作った。15歳で布川照庵について俳諧を学ぶ。明治29年（1896年）2月に、慶應義塾大学部に入学。明治34年（1901年）4月に理財科を卒業した。初め、寶晋齋・其角堂機一について旧派の俳諧を学び、以後高浜虚子、正岡子規と師を変えて、広く俳諧の世界に通じていた。

### 籾山書店
次いで、日本橋塩魚鰹節問屋の「籾山家」に入籍、籾山氏の女婿となった。この頃、籾山庭後と名乗るようになる。明治38年（1905年）高浜虚子から俳書堂を譲り受け、東京市築地本願寺前附近にて「籾山書店」を経営。内藤鳴雪や高浜虚子、河東碧梧桐の俳書にとどまらず「胡蝶本」の名で愛書家に珍重される森鷗外や夏目漱石、谷崎潤一郎、島崎藤村、萩原朔太郎、泉鏡花などの文芸出世作を次々と発表。西園寺公望の雨声会にも影響を与える大出版社となる。
明治43年（1910年）春に『三田文学』の編纂人である永井荷風と初めて面会。三田文学の販売を任され、そして営利を度外視して三田文学を俗化から守ることを要請され、受諾した。荷風を知ると、大正5年（1916年）に荷風との2人雑誌『文明 (雑誌)』を創刊。井上啞々らも加わり、趣味的、高踏的な雑誌となるが、編集方針に関する意見が合わず、大正6年（1917年）末で休刊となる。
その後、籾山は満を持して『俳諧雑誌』を創刊。東京丸の内三菱二十一号館内の俳書堂に編集部を置き、徳田秋聲によれば、尾崎紅葉を中心にした人々が作った社の名前であったという。俳句綜合誌の先駆的雑誌であり、内藤鳴雪、原月舟、前田普羅、飯田蛇笏、大場白水郎、久保田万太郎、永井荷風、松根東洋城が執筆、井上啞々が編集に当たった。
句の心は東京下町風の懐古趣味的旧派を堅持し、格調の芷しい俳句しか作らず、「即興的な抒情詩、抒情的な印象詩」というまったく特殊な存在であった。雪中庵雀志門から出て12世・雪中庵を継いだ増田竜雨は、旧派に属しながら旧套になずむことを嫌い、『俳諧雑誌』系の俳人となった代表的な人物である。
『俳諧雑誌』は当時、新傾向派の『ホトトギス』と双璧を成した。

### 晩年
第2期『俳諧雑誌』が昭和5年（1930年）11月に休刊すると、一旦身を引き、後身の育成に従事。『不易』が創刊されると、顧問となる。他、『時事新報社』や昭和化学の取締役となった。
また、庭後隠士と称して、日本の戦後の時代があまりに醜悪だったため、隠居した。

## 人物
- 生涯の知己であった永井荷風は籾山の初対面の印象を、「言語態度の非常に礼儀正しく沈着温和上品」と日記に記している。
- 知友日本橘中洲病院長の大石貞夫を永井荷風に紹介して腸の治療に当たらせた。その後、大石博士は20数年間荷風の主治医となった。大石国手は籾山家出入の医者であって、大石はまた荷風の次弟負二郎と中学校の同級でもあった。

## 著書
- 『南新二軽妙集』　籾山書店　明治40年11月
- 『連句入門』　俳書堂　明治41年1月
- 『連句作例』　俳書堂　明治41年6月
- 『株式売買』　籾山書店　明治43年
- 『イソップ唱歌』　籾山書店　明治44年
- 『遅日』　籾山書店　大正2年2月
- 『俳句のすすめ』　籾山書店　大正4年9月
- 『江戸庵句集』　籾山書店　大正5年2月
- 『俳諧古典集』　友善堂　大正15年
  - 『芭蕉書簡集』
- 『鎌倉日記・伊香保日記』　昭和3年6月
- 『浅草川』 昭和6年
- 『紅潤集』　昭和8年
- 『夏七句』　改造　昭和12年8月
- 『冬鶯』 昭和12年
- 『古反古』　昭和27年
- 『冬扇』 昭和29年